# Pocahontas (phim 1995)
Pocahontas là bộ phim hoạt hình thứ 33 của hãng hoạt hình Walt Disney, do Mike Gabriel và Eric Goldberg làm đạo diễn, công chiếu vào năm 1995. Phim kể về câu chuyện tình giữa một thuyền trưởng da trắng với con gái của một tù trưởng da đỏ trong thế kỷ 17 tại Bắc Mỹ. Bằng tình yêu và sự quả cảm, họ đã trở thành cầu nối hòa bình giữa người da trắng và người da đỏ.
Phần tiếp theo của bộ phim có tựa đề Pocahontas II: Journey to a New World đã được phát hành vào năm 1998.

## Nội dung
Câu chuyện xảy ra vào năm 1607, khi một tàu của nước Anh tiếp cận rừng sâu của Virginia, Hoa Kỳ, nơi mà trước đây họ tưởng là Ấn Độ, dưới sự chỉ đạo của Thống đốc tham lam Ratcliffe (sau một vài sự cố, ông phải lấy lại danh tiếng trước nhà vua bằng hy vọng sẽ tìm thấy vàng trong bối cảnh người Anh có tham vọng khám phá những vùng đất mới, giành thuộc địa). Đi cùng với Ratcliffe là nhà thám hiểm nổi tiếng John Smith (người trong chuyến đi sớm cho thấy sự can đảm khi giải cứu thủy thủ trẻ thiếu kinh nghiệm Thomas khỏi chết đuối) với thủy thủ đoàn (một nhóm nông dân mù quáng tin vào những lời lẽ sáo rỗng của Ratcliffe và giúp hắn đào vàng). Khi tàu cập bến John được cử ra để do thám người da đỏ, hay còn gọi là "mọi rợ", mặc dù sự tò mò của mình về "Thế Giới Mới" mới là lý do chính của anh cho chuyến đi này. 
Trong chuyến đi, anh tình cờ gặp thấy nàng Pocahontas - con gái của tù trưởng Powhatan, đồng hành cùng với cô là Raccoon và Meeko.
Pocahontas tỏ ra trầm ngâm và buồn bã khi cha cô nói rằng cô nên kết hôn với Kocoum, một trong những chiến binh quả cảm và xuất sắc nhất của bộ tộc. Dù đẹp trai và khéo léo nhưng anh lại quá trang nghiêm nên Pocahontas không yêu anh. Cô liền xin lời khuyên của một cây cổ thụ mà theo trí tượng tượng của trái tim cô là bà Pilrot. Bà Pilrot bảo cô phải lắng nghe trái tim mình để tìm câu trả lời cho câu hỏi của cô.
Về phần Ratcliffe, sau khi cập bến, hắn ta ngay lập tức lệnh bắt đầu đào và tàn phá rừng, kích thích sự chú ý của người da đỏ. Sau một khoảng thời gian đào mà không có kết quả, mọi người, trừ John, bắt đầu nản chí, và Ratcliffe tự đánh lừa mình rằng người da đỏ, do nắm vững địa hình nơi đây nên có vàng. Ông chuẩn bị quân đội để tấn công người da đỏ với mục đích cướp vàng. Cùng lúc, người da đỏ cũng đang ráo riết chuẩn bị chiến đấu, do một vài xung đột nho nhỏ xảy ra giữa hai bên.
Trái ngược và cách biệt hẳn với những ý nghĩ, hành động hiếu chiến của hai bên, John Smith và Pocahontas sau lần đầu gặp nhau, đã yêu nhau và bí mật gặp nhau lần nữa, khiến Ratcliffe nghi ngờ và lệnh cho thủy thủ Thomas theo dõi John. Chị của Pocahontas, không biết về tình cảm giữa hai người cũng cử Kocoum theo sát Pocahontas. Ra đến nơi, nhìn thấy hai người đang hôn nhau, anh liền lao đến tấn công John. Thomas đang nấp và quan sát, thấy vậy liền bắn chết Kocoum rồi bỏ chạy theo lời của John. Người da đỏ khi thấy Kocoum chết dưới chân John liền bắt và áp giải anh về làng.
Do John được mọi người yêu mến, Ratcliffe vớ được cơ hội bằng vàng để làm ra một bài diễn văn thuyết phục về sự mọi rợ của người da đỏ, che lấp tất cả nhũng gì mà John đã cố thuyết phục mọi người về sự tốt đẹp của họ. Còn đối với người da đỏ, đó đúng là giọt nước tràn ly. với họ, người da trắng là những sinh vật lạ nhợt nhạt, trống rỗng và vô nhân tính.
Vậy là cuộc chiến bắt đầu.
Bình minh vừa hé rạng, John bị trói và áp giải lên đỉnh của mỏm đá, bên cạnh là tù trưởng - cha của Pocahontas - với chiếc dìu được mài sắc. Phía dưới, hai bên đứng thành hàng đối diện nhau, cùng giơ cao cung tên và súng. Bỗng nhiên Pocahontas lao đến, dùng thân mình che cho John khi cha cô giơ dìu lên, cầu xin cha dừng trận chiến bằng những lời lẽ chạm đến trái tim của hai bên khiến mọi người hạ vũ khí xuống. Riêng Ratcliffe thấy thế liền tức giận giật súng của một người và ngắm vào tù trưởng. John, với đôi mắt sắc sảo để ý được liền lao mình chắn cho vị tù trưởng và bị thương. Ratcliffe bị mọi người tức giận kết tội là đã bắn John Smith. Họ trói Ratcliffe lại và áp giải về Anh Quốc, đồng thời cấp tốc đưa John về để chữa lành vết thương.
John và Pocahontas ôm hôn nhau tạm biệt.

## Diễn viên lồng tiếng
- Irene Bedard (Lồng tiếng Việt: Phi Phụng  (Nói chuyện) Mâu Thủy (Hát) ) vai Pocahontas
- Mel Gibson  (Lồng tiếng Việt: Thái Hòa  (Nói chuyện) Trường Giang (Hát) ) vai John Smith
- David Ogden Stiers vai Thống đốc Ratcliffe
- Russell Means vai Tù trưởng Powhatan
- Christian Bale  (Lồng tiếng Việt: Thái Hòa) vai Thomas
- Linda Hunt vai Bà liễu
- Billy Connolly vai Ben
- Joe Baker vai Lon
- John Kassir vai Gấu mèo Meeko
- Frank Welker vai Chim ruồi Flit
- Danny Mann vai Chó Percy
- Michelle St. John  (Lồng tiếng Việt: Bảo Yến  (Nói chuyện) Ôn Bích Hà (Hát) ) vai Nakoma
- James Apaumut Fall vai Kocoum
- Gordon Tootoosis vai Kekata

## Chuyện hậu trường
Theo sử sách ghi lại thì Pocahontas là một nhân vật có thật và tên tuổi của bà đã trở thành một huyền thoại tại London sau khi bà kết hôn với thuyền trưởng John Rolfe - một trong những người đầu tiên tới định cư ở Bắc Mỹ và sau này trở thành một điền chủ thuốc lá giàu có ở Virginia. Pocahontas là con gái của Wahunsunacock (còn được gọi là Powhatan). Ông là thủ lĩnh của tất cả các bộ lạc da đỏ tại vùng duyên hải bang Virginia trong những thập kỷ đầu của thế kỷ 17.
Ban đầu hãng Walt Disney định cho các con vật trong phim, chẳng hạn như chú chó Percy của Ratcliffe, chú gấu mèo Meeko của Pocahontas biết giao tiếp với nhau như con người. Tuy nhiên, kế hoạch này đã bị loại bỏ vì các nhà sản xuất muốn có một cách xử lý thực tế hơn đối với bộ phim. Cũng theo kịch bản đầu tiên thì Pocahontas chỉ có một con vật thân thiết duy nhất là chú gà tây Redfeather. Tuy nhiên, các nhà sản xuất đã loại bỏ nhân vật này vì cho rằng sự xuất hiện của một con gà tây ở Virginia vào thế kỷ 17 là bất hợp lý. Gấu mèo Meeko và chim ruồi Flit được tạo ra để thay thế cho gà tây Redfeather.
Pocahontas được coi là bộ phim "khó nhằn" nhất đối với các họa sĩ. Những yêu cầu khắt khe trong việc phối màu, tạo những nét biểu hiện tình cảm trên khuôn mặt nhân vật ở nhiều góc nhìn khiến cho quá trình sản xuất kéo dài tới hơn 5 năm. Nhưng công sức của các họa sĩ đã được đền đáp xứng đáng khi Pocahontas được giới phê bình điện ảnh đánh giá là một trong những bộ phim hoạt hình có các nhân vật đẹp và sống động nhất từ trước tới nay. Với những lời khen ngợi về hình ảnh và cốt truyện, hãng Walt Disney hy vọng Pocahontas sẽ trở thành quả bom tấn về doanh thu và thậm chí có thể được đề cử cho giải Oscar. Nhiều người đánh giá bộ phim này cao hơn cả The Lion King (1994) và Beauty and the Beast (1991). Thế nhưng thực tế lại diễn ra không đúng như mong đợi. Do cốt truyện liên quan đến nhiều vấn đề lịch sử nên bộ phim trở nên không hấp dẫn đối với trẻ em, mà chỉ phù hợp với người lớn. Doanh thu của Pocahontas thấp hơn so với nhiều phim mà Walt Disney đã sản xuất trước đó. Dẫu sao thì Walt Disney cũng cảm thấy an ủi phần nào khi phim giành được giải Oscar cho "Nhạc phim gốc xuất sắc" và giải Quả cầu vàng (Golden Globe) cho "Bài hát gốc xuất sắc".